# Callichthys callichthys
O tambuatá (ou tamuatá, nome de origem tupi) (Callichthys callichthys) é uma espécie de peixe teleósteo siluriforme da família dos calictiídeos. Tais animais habitam diversos rios da América do Sul e chegam a medir até 20 cm de comprimento. Possuem o corpo revestido por duas séries de pequenas placas ósseas verticais e são capazes de construir ninhos flutuantes, uma vez que podem respirar fora d'água durante curtos períodos de tempo.